# G. Bond (månekrater)
G. Bond er et lille nedslagskrater på Månen. Det befinder sig i den nordøstlige del af Månens forside syd for Lacus Somniorum, som er et lille månemare. Det er opkaldt efter den amerikanske astronom George Phillips Bond (1826 – 1865).
Navnet blev officielt tildelt af den Internationale Astronomiske Union (IAU) i 1935. 

## Omgivelser
G. Bondkrateret ligger øst for det større Posidoniuskrater og syd for resterne af det oversvømmede Hallkrater. Det ligger i et forrevent terræn nordvest for Montes Taurus bjergområdet.
I den lavaoversvømmede overflade vest for G. Bond ligger en fremtrædende rille ved navn Rima G. Bond. Denne kløft følger en retning nogenlunde nord-syd og fortsætter i en længde på omkring 150 kilometer. Centrum for denne kløft ligger på koordinaterne 33,3° N, 35,5° Ø.

## Karakteristika
Krateret er næten cirkulært og ikke ramt af senere, betydende nedslag. Det er skålformet med en indre kraterbund, som udgør omkring halvdelen af kraterdiameteren. De indre kratervægge skråner ned fra randen uden at udvise særlige træk.

## Satellitkratere
De kratere, som kaldes satellitter, er små kratere beliggende i eller nær hovedkrateret. Deres dannelse er sædvanligvis sket uafhængigt af dette, men de får samme navn som hovedkrateret med tilføjelse af et stort bogstav. På kort over Månen er det en konvention at identificere dem ved at placere dette bogstav på den side af satellitkraterets midte, som ligger nærmest hovedkrateret. G. Bondkrateret har følgende satellitkratere:
| G. Bond | Længde  | Bredde  | Diameter |
| ------- | ------- | ------- | -------- |
| A       | 31,6° N | 36,8° Ø | 9 km     |
| B       | 29,9° N | 34,7° Ø | 33 km    |
| C       | 28,2° N | 34,8° Ø | 46 km    |
| G       | 32,8° N | 37,3° Ø | 31 km    |
| K       | 32,1° N | 38,3° Ø | 14 km    |

## Måneatlas
- Billeder af G. Bond-krateret i Lpi-måneatlasset. Arkiveret 2. februar 2014 hos  Wayback Machine
- USGS-kort Arkiveret 28. juli 2017 hos  Wayback Machine